# 초·중등교육법
초·중등교육법은 초등학교가 담당하는 초등교육과 중학교와 고등학교가 담당하는 중등교육에 관한 여러 가지 사항을 규정한 대한민국의 법률이다. 1997년 12월 13일에 처음 제정되어 33번의 개정이 있었다.

## 제정 이유
1949년 12월 31일에 공포된 교육법은 38번의 개정을 거치면서 그 체계와 내용의 일관성이 부족하다는 지적을 받아왔다. 또한, 당시의 교육적 여건과 교육법이 서로 부합하지 못하였으며 각급학교의 특수성을 제대로 반영되지 못하고 있는 실정이었다. 따라서 정부는 교육법을 전면적으로 개편하기 위하여 교육법을 큰 틀에서 교육기본법·초·중등교육법·고등교육법으로 분할 제정하기로 하였다.

## 구성
제1장 총칙
제2장 의무교육
제3장 학생과 교직원
- 제1절 학생
- 제2절 교직원

제4장 학교
- 제1절 통칙
- 제2절 학교운영위원회
- 제4절 초등학교·공민학교
- 제5절 중학교·고등공민학교
- 제6절 고등학교·고등기술학교
- 제7절 특수학교 등
- 제8절 각종학교

제4장의2 교육비 지원
제5장 보칙 및 벌칙
별첨된 서식
- 별표1: 교장·교감 자격 기준(제21조 제1항 관련)
- 별표2: 교사 자격 기준(제21조 제2항 관련)

## 연혁
본 내용은 법안의 개정일을 기준으로 나열하였으며, 오른쪽에 있는 괄호 안의 날짜는 개정안 및 제정안의 시행일을 의미한다. 아래의 내용의 출처는 법제처 국가법령정보센터에서 제공한 자료를 근거로 작성하였다.
- 1997년 12월 13일: 대한민국 초·중등교육법 제정(1998년 3월 1일 시행)
- 1999년 8월 31일: 사립학교 학교운영위원회 설치 의무화(2000년 3월 1일 시행)
- 2000년 1월 28일: 학교회계의 도입 및 교장 등의 자격기준 절차 간소화(2000년 1월 28일 시행)
- 2001년 4월 7일: 외국인학교 조항 신설(2000년 4월 7일 시행)
- 2002년 8월 26일 개정: 출석일수 부족으로 진급하지 못한 자에 대한 취학연령의무 조정 및 학교운영위원회 결격 사유 신설(2000년 8월 26일 시행)
- 2003년 7월 25일: 영양교사의 신설(2006년 3월 1일에 시행)
- 2004년 1월 20일: 전문상담교사의 신설과 학교 및 시·도교육 행정기관의 전문상담교사 배치의 의무화(2004년 1월 20일 시행)
- 2004년 1월 29일: 유아교육법 제정으로 인한 초·중등교육법에 포함된 유아교육에 관한 사항의 삭제(2005년 1월 30일 시행)
- 2005년 3월 24일: 공립학교의 경우에는 수업료, 학교시설, 학교회계, 근로청소년에 관한 사항을 지방자치단체가 관할하고, 교육정보시스템의 구축·운영·지도·감독에 관한 사항과 학생정보이용에 관한 사항을 새로이 신설하고, 학교생활기록부 내용을 구체화함.(2005년 9월 25일 시행)
- 2005년 12월 7일: 별첨된 서식에 대한 수정(2005년 12월 7일 시행)
- 2005년 12월 29일: 사립학교법 일부개정으로 인하여 학교운영위원회의 자문기능의 확대(2006년 7월 1일 시행)
- 2007년 1월 3일: 수업료 규정에 대한 강화(2007년 1월 3일 시행)
- 2007년 8월 3일: 초등학교 취학연령을 한국 실정에 맞게끔 수정함(2007년 8월 3일 시행)
- 2007년 12월 14일: 취학의무 면제 조건의 완화와 퇴학에 대한 재심청구에 대한 사항을 신설(2008년 3월 1일 시행)
- 2008년 2월 29일: 정주조직법에 의하여 교육인적자원부가 교육과학기술부로 변경(2008년 3월 1일 시행)
- 2008년 3월 21일: 국공립 학교운영위원회의 심의사항 추가(2008년 6월 22일 시행)
- 2010년 12월 27일: 국립대학법인 서울대학교 설립ㆍ운영에 관한 법률의 제정으로 인하여 교육과학기술부장관의 권한의 위탁 대상자의 혹대(2011년 12월 28일 시행)
- 2011년 5월 19일: 교육과정 운영상 필요한 교원 이외의 강사의 채용 기준의 강화(2008년 5월 19일)
- 2011년 7월 25일: 수석교사의 신설(2011년 10월 26일 시행)
- 2011년 9월 30일: 국립학교 학교운영위원회 심의기능을 확대하고 공립학교 학교운영위원회 심의기능을 삭제(2012년 1월 1일)
- 2012년 1월 17일: 국립대학법인 인천대학교 설립ㆍ운영에 관한 법률의 제정으로 인하여 교육과학기술부 장관의 권한의 위탁 대상자의 확대(2013년 1월 18일 시행)
- 2012년 1월 26일: 학교에서 채용한 강사의 채용 기준의 강화, 학생의 안전대책 및 학력인정 시험 조항의 신설 및 각급학교에 대한 입학자격 완화(2012년 1월 26일)
- 2012년 3월 21일: 교육과학기술부의 장학지도 기능을 삭제, 학교규칙 제정 기준의 완화, 교육과학기술부의 학생·기관·학교에 대한 기준 마련.(2012년 3월 21일 시행)
- 2013년 3월 23일: 정부조직접의 개정으로 교육과학기술부가 교육부로 명칭을 변경함.(2013년 3월 23일 시행)
- 2013년 12월 30일: 국립학교의 범주에 국립대학법인을 포함 및 의무대상자로부터 학교운영지원비를 부과할 수 없게 함.(2013년 12월 30일 시행)
- 2014년 1월 28일: 관계 법령에 따라 학력이 인정되는 각종학교(외국인학교 및 대안학교 포함)는 유사한 학교명을 사용할 수 있다.(2014년 4월 29일 시행)
- 2014년 12월 30일: 국민기초생활 보장법의 개정으로 인하여 제5조가 삭제되면서 제60조의 4(교육비의 지원) 일부 수정.(2015년 7월 1일 시행)
- 2015년 3월 11일: 신용정보의 이용 및 보호에 관한 법률의 개정으로 인하여 제32조 제5항의 내용이 제32조 제7항으로 옮김에 따라 본법 제60조의6(금융정보등의 제공)의 내용 일부 수정(2015년 9월 12일 시행)
- 2015년 3월 27일: 초등학교·중학교·고등학교 학력인정시험을 교육부에서 총괄 관리감독하게 됨.(2015년 9월 28일 시행)
- 2016년 1월 27일: 한국 국적을 취득하여 귀화한 자의 자녀에 대한 외국인 학교 입학 허가 및 외국인 학교 부정입학에 따른 행정적 처분 조항을 신설(2016년 7월 28일)
- 2016년 2월 3일: 학습부진아에 대한 교육의 국가와 지방자치단체 및 교원에 대한 의무를 강화하고 각급학교의 특수학급 설치 규정을 완화하고 교육비 지원 절차를 일부 수정하였으며, 학습부진아 및 특수학급은 전공과를 설치할 수 없게 된다.(2016년 8월 4일)

## 같이 보기
- 교육기본법
- 영유아보육법
- 유아교육법
- 고등교육법
- 평생교육법